# Phlyarus basalis
Phlyarus basalis är en skalbaggsart som beskrevs av Francis Polkinghorne Pascoe 1858. Phlyarus basalis ingår i släktet Phlyarus och familjen långhorningar.
Artens utbredningsområde är Sarawak. Inga underarter finns listade i Catalogue of Life.